# Canton de Saint-Berthevin
Le canton de Saint-Berthevin est une circonscription électorale française située dans le département de la Mayenne et la région Pays de la Loire.

## Géographie
Ce canton est organisé autour de Saint-Berthevin dans l'arrondissement de Laval. Son altitude varie de 45 m (Changé) à 159 m (Changé).

## Histoire
Le canton est créé par décret du 24 décembre 1984, par prélèvement sur le territoire des cantons de Laval-Nord-Ouest, Laval-Sud-Ouest et Laval-Est.
Par décret du 21 février 2014, le nombre de cantons du département est divisé par deux, avec mise en application aux élections départementales de mars 2015. Le canton de Saint-Berthevin est conservé et passe de 7 à 4 communes.

## Représentation

### Représentation avant 2015
| Période | Période | Identité          | Étiquette    | Qualité                                                                                                 |
| ------- | ------- | ----------------- | ------------ | --- |
| 1985    | 1998    | Clément Trocherie | RPR          | Chef d'entreprise, Saint-Berthevin, ancien conseiller général du canton de Laval-Nord-Ouest (1979-1985) |
| 1998    | 2011    | Marcel Rousseau   | UDF puis AC  | Éleveur, maire d'Ahuillé (2001-2008)                                                                    |
| 2011    | 2015    | Yannick Borde     | DVD puis UDI | Directeur général d'un groupe immobilier, maire de Saint-Berthevin                                      |

### Représentation à partir de 2015
| Période élective | Période élective | Mandat | Mandat   | Identité          | Nuance | Nuance | Qualité |
| ---------------- | ---------------- | ------ | -------- | ----------------- | ------ | ------ | --- |
| 2015             | 2021             | 2015   | 2021     | Olivier Richefou  |        | UDI    | Avocat, président du conseil départemental de la Mayenne (depuis 2014), maire puis adjoint de Changé, ancien conseiller général du canton de Laval-Nord-Est (2011-2015) |
| 2015             | 2021             | 2015   | 2021     | Corinne Segrétain |        | LR     | Responsable clientèle transport, première adjointe au maire de Saint-Berthevin                                                                                          |
| 2021             | 2028             | 2021   | en cours | Olivier Richefou  |        | UDI    | Conseiller sortant, président du conseil départemental |
| 2021             | 2028             | 2021   | en cours | Corinne Segrétain |        | LR     | Conseillère sortante |

### Résultats détaillés

#### Élections de mars 2015
Lors des élections départementales de 2015, le binôme composé de Olivier Richefou et Corinne Segrétain (Union de la Droite) est élu au premier tour avec 53,91 % des suffrages exprimés, devant le binôme composé de Flora Gruau et Daniel Guhery (Union de la Gauche) (26,17 %). Le taux de participation est de 54,39 % (6 573 votants sur 12 086 inscrits) contre 50,77 % au niveau départemental et 50,17 % au niveau national.

#### Élections de juin 2021
Le premier tour des élections départementales de 2021 est marqué par un très faible taux de participation (33,26 % au niveau national). Dans le canton de Saint-Berthevin, ce taux de participation est de 35,96 % (4 638 votants sur 12 897 inscrits) contre 32,1 % au niveau départemental. À l'issue de ce premier tour, deux binômes sont en ballottage : Olivier Richefou et Corinne Segrétain (DVD, 60,27 %) et Jean-Yves Cormier et Karine Roussel (DVG, 30,72 %).
Le second tour des élections est marqué une nouvelle fois par une abstention massive équivalente au premier tour. Les taux de participation sont de 34,36 % au niveau national, 32,97 % dans le département et 37,45 % dans le canton de Saint-Berthevin. Olivier Richefou et Corinne Segrétain (DVD) sont élus avec 66,51 % des suffrages exprimés (3 043 voix pour 4 830 votants et 12 898 inscrits),,.

## Composition

### Composition avant 2015

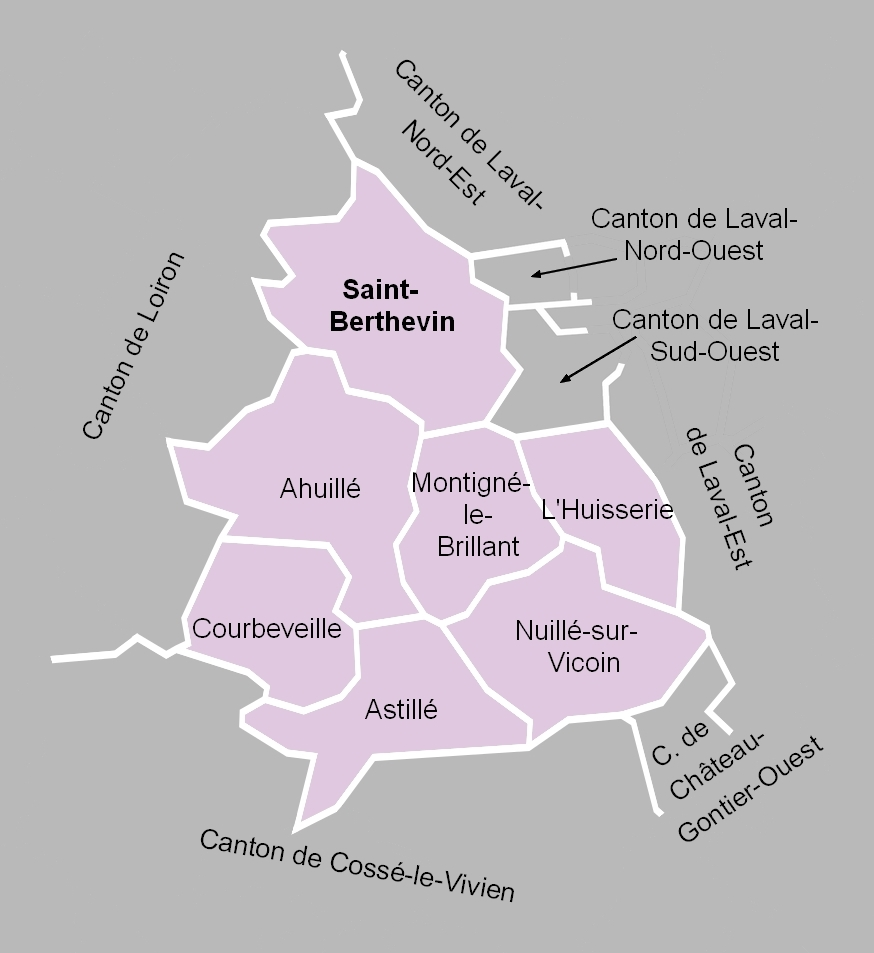
La carte des communes de l'ancien canton. Les cantons limitrophes étaient ceux de Loiron, de Laval-Nord-Est, de Laval-Nord-Ouest, de Laval-Sud-Ouest, de Laval-Est, de Château-Gontier-Ouest et de Cossé-le-Vivien.

Situation de l'ancien territoire du canton dans l'arrondissement de Laval.

Le canton de Saint-Berthevin regroupait sept communes.
| Nom                         | Code Insee | Codepostal | Superficie (km2) | Population (dernière pop. légale) | Densité (hab./km2) |
| --------------------------- | ---------- | ---------- | ---------------- | --------------------------------- | ------------------ |
| Saint-Berthevin (chef-lieu) | 53201      | 53940      | 32,11            | 7 307 (2012)                      | 228                |
| Ahuillé                     | 53001      | 53940      | 29,87            | 1 871 (2012)                      | 63                 |
| Astillé                     | 53011      | 53230      | 20,73            | 817 (2012)                        | 39                 |
| Courbeveille                | 53082      | 53230      | 18,02            | 662 (2012)                        | 37                 |
| L'Huisserie                 | 53119      | 53970      | 14,72            | 4 161 (2012)                      | 283                |
| Montigné-le-Brillant        | 53157      | 53970      | 18,05            | 1 261 (2012)                      | 70                 |
| Nuillé-sur-Vicoin           | 53168      | 53970      | 23,59            | 1 260 (2012)                      | 53                 |

#### Changement territorial
Contrairement à beaucoup d'autres cantons, l'ancien territoire du canton de Saint-Berthevin n'incluait aucune commune supprimée depuis la création des communes sous la Révolution. Le seul changement notable de territoire est la création de la commune d'Origné (canton de Château-Gontier-Ouest) en 1865, en partie par prélèvement sur le territoire de Nuillé-sur-Vicoin.
À la suite du redécoupage des cantons pour 2015, seule la commune de Saint-Berthevin est à nouveau rattachée au canton de Saint-Berthevin qui intègre trois communes issues de l'ancien canton de Laval-Nord-Est. Les communes d'Astillé et Courbeveille sont rattachées au canton de Cossé-le-Vivien et les communes d'Ahuillé, L'Huisserie, Montigné-le-Brillant et Nuillé-sur-Vicoin à celui de L'Huisserie.

### Composition depuis 2015
Le canton de Saint-Berthevin comprend désormais quatre communes entières.
| Nom                                     | Code Insee | Intercommunalité       | Superficie (km2) | Population (dernière pop. légale) | Densité (hab./km2) | Modifier                                    |
| --------------------------------------- | ---------- | ---------------------- | ---------------- | --------------------------------- | ------------------ | ------------------------------------------- |
| Saint-Berthevin (bureau centralisateur) | 53201      | CA Laval Agglomération | 32,11            | 7 384 (2022)                      | 230                | modifier les données · modifier les données |
| Changé                                  | 53054      | CA Laval Agglomération | 34,68            | 6 482 (2022)                      | 187                | modifier les données · modifier les données |
| Saint-Germain-le-Fouilloux              | 53224      | CA Laval Agglomération | 15,48            | 1 179 (2022)                      | 76                 | modifier les données · modifier les données |
| Saint-Jean-sur-Mayenne                  | 53229      | CA Laval Agglomération | 17,81            | 1 689 (2022)                      | 95                 | modifier les données · modifier les données |
| Canton de Saint-Berthevin               | 5316       |                        | 100,08           | 16 734 (2022)                     | 167                | modifier les données                        |

## Démographie

### Démographie avant 2015
| 1990   | 1999   | 2006   | 2011   | 2012   |
| ------ | ------ | ------ | ------ | ------ |
| 13 694 | 15 017 | 16 176 | 17 247 | 17 339 |

### Démographie depuis 2015
En 2022, le canton comptait 16 734 habitants, en évolution de +3,91 % par rapport à 2016 (Mayenne : −0,73 %, France hors Mayotte : +2,11 %).
| 2013   | 2018   | 2022   |
| ------ | ------ | ------ |
| 15 513 | 16 301 | 16 734 |